# Trinidad Montero
Trinidad Álvarez Beltrán, conocida en sus inicios como Trinidad Montero y presentada ahora como La Trini (Córdoba, 1979), es una cantante española especializada en numerosos géneros musicales como el jazz, el flamenco, la copla, el bolero, la saeta y la bossa nova. Ha actuado en escenarios de Portugal, Reino Unido, Alemania, Japón o Sudamérica, y ha compartido escenario con artistas reconocidos como Kiko Veneno, Raimundo Amador, Presuntos Implicados, Lucho Gatica o Lucrecia. 

## Formación académica
Trinidad Montero, La Trini, nació en Córdoba el 25 de junio de 1979. Con once años ingresó en el Conservatorio Profesional de Música de su ciudad natal, donde recibió clases de canto, solfeo y piano. Tras obtener el título de Grado Medio, completó su formación con los maestros Fragero y Antonio Mondéjar y realizó, entre los años 2000 y 2004, un Curso de Técnica Vocal y Dicción impartido por el centro CIREP de Córdoba.
Posteriormente, se trasladó a Sevilla para recibir clases de Rafael Mudarra y continuó sus estudios en Madrid, con Francisco Piernas y Rafael Rabay. Asimismo, entre los años 2006 y 2007, cursó un Máster en Técnica Vocal e Interpretación en la Academia del Arte de Madrid, donde conoció a su actual productor musical, Antonio Pastora, que tanta importancia ha tenido en su carrera profesional.

## Trayectoria profesional
Además de su formación académica, La Trini tiene una dilatada experiencia profesional. Ha actuado en escenarios de Portugal, Reino Unido, Alemania, Japón y Sudamérica, ofreciendo conciertos de flamenco, jazz, copla, saeta o boleros. En sus actuaciones, ha compartido escenario con Kiko Veneno, Raimundo Amador, Presuntos Implicados, Lucho Gatica o Lucrecia. 
Entre los años 1996 y 1998, participó en diversos programas musicales de Canal Sur Televisión. Posteriormente, entre 1997 y 2003, ofreció diversas giras por Japón con la compañía Yoko Komatsubara, actuaciones que compaginó con una gira por Reino Unido con la compañía Jaleo Flamenco, entre los años 2001 y 2004.
En el mundo de la música clásica, ha interpretado la obra El Amor Brujo de Manuel de Falla, en sus dos versiones de 1915 y 1925, con la Orquesta Presjovem y con la Orquesta Sinfónica Simón Bolívar, ofreciendo conciertos por diversos puntos de Alemania, España, Portugal y Venezuela. Además, entre los años 2009 y 2012 y gracias al patrocinio de la Diputación de Sevilla, realizó una gira de conciertos interpretando obras populares de Lorca y Falla. También protagonizó, entre 2008 y 2009, el espectáculo De lo Simple a lo Profundo y, en 2009, el musical Enamorados Anónimos de Blanca Li y de Javier Limón, con el que estuvo una temporada en el Teatro Rialto situado en la calle Gran Vía de Madrid. 
En la pequeña pantalla, la cantante ha participado en varios programas de TVE Es Música, donde ha puesto voz a la música de Antonio Pastora. Tras su participación en la cadena pública surgió la química entre la cantante y el compositor, que les empujó a embarcarse en el proyecto Las Arañas de Marte. De otro lado, La Trini ha puesto voz a la Semana Santa de diversos puntos de Andalucía, como Córdoba o Sevilla, y ha exportado la saeta a Colombia, donde sus espectáculos han sido pioneros en el país.
Actualmente, reside en Madrid aunque viaja asiduamente a Colombia donde, además de impartir clases en la Universidad EAFIT de Medellín, ofrece diversas giras con orquestas del país interpretando conciertos de flamenco y saetas. 

## Discografía

### Eterno Retorno(Sevilla, 2000)
La Trini lanzó al mercado en el año 2000 su primer trabajo discográfico, Eterno Retorno, donde se incluían boleros, bossa nova y swing, publicado por el sello andaluz Senador. Este álbum, producido por Pive Amador, le permitió compartir escenario con artistas como Presuntos Implicados, Lucho Gatica y Lucrecia, entre otros.

### Las arañas de Marte(Madrid, 2013)
En octubre de 2013, llega al mercado Las Arañas de Marte que ha marcado un punto de inflexión en la carrera musical de la artista. Producido por Antonio Pastora y publicado por el sello independiente Youkali Music, este álbum es un conjunto de trece canciones donde la artista canta al amor y al desamor fusionando el flamenco y el jazz. El trabajo se ha presentado al mercado con el sencillo La Cima del barro. 

### Repertorio de "Las Arañas de Marte"
1)  La cima del barro
2)  Abril no puede esperar
3)  Tarde de verbena
4)  Las arañas de Marte
5)  Parte del aire
6)  Si tú te vas
7)  Más fuerte fue la vida que el amor
8)  Cielo terrenal
9)  Un mundo cualquiera
10) Calor para latir
11) El circo de las fieras
12) Mi pequeña Cenicienta
13) El vals de los amores rotos

#### Créditos de "Las arañas de Marte"
- Piano - Moisés Sánchez.

- Contrabajo - Toño Miguel.

- Violonchelo- Sergio Ribera.

- Guitarra española - José Miguel Sánchez.

- Acordeón - Igor Tukalo.

- Fliscorno, trompeta - Jessica Estévez.

- Mandolina, mandola, bouzuki - Josete Ordóñez.

- Coros - Enrique Sequero.

- Batería, percusión - Antonio Pastora.

- Voz principal - La Trini.

"Las arañas de Marte" fue grabado entre octubre del 2012 y febrero del 2013 en Noise Dream Studio (El Escorial), 360o Globalmedia (Madrid), técnico de sonido: Antonio Pastora. La Casa de los mil ruidos (Torrelodones), técnico de sonido: Pablo Domínguez.
- Mezclado por Antonio Pastora en Noise Dream Studio.

- Masterizado por Caco Refojo en PKO Estudios (Boadilla del Monte).

- Fotos, ilustraciones y diseño - Javier Herrero

Las arañas de Marte ha sido enteramente grabado con instrumentos acústicos. No hay samplers, sintetizadores ni ningún instrumento digital o electrónico.